# Estació de Prada-Molig

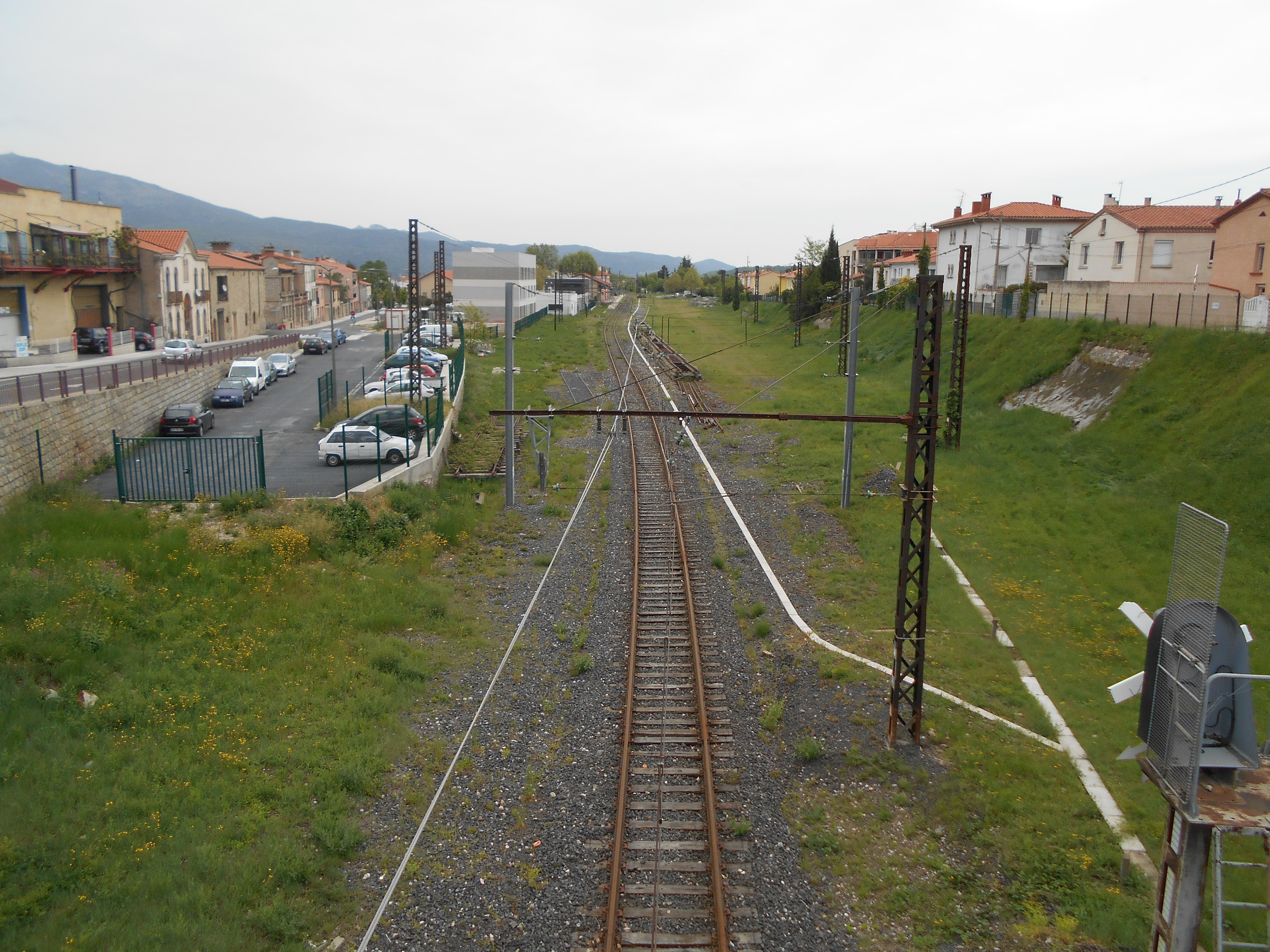
L'Estació de Prada des del pont de la carretera de Clarà

L'Estació de Prada-Molig, oficialment i en francès Gare de Prades-Molitg-les-Bains, és una estació ferroviària situada a Prada, la capital del Conflent, a la Catalunya del Nord.
Es troba a la part més alta de la vila, al sud i dins del nucli urbà (antigament n'era el límit meridional), a l'Avinguda del General Roques. El nom afegit de Molig es deu al renom que tenia el balneari d'aquell poble, els clients del qual utilitzaven aquesta estació.

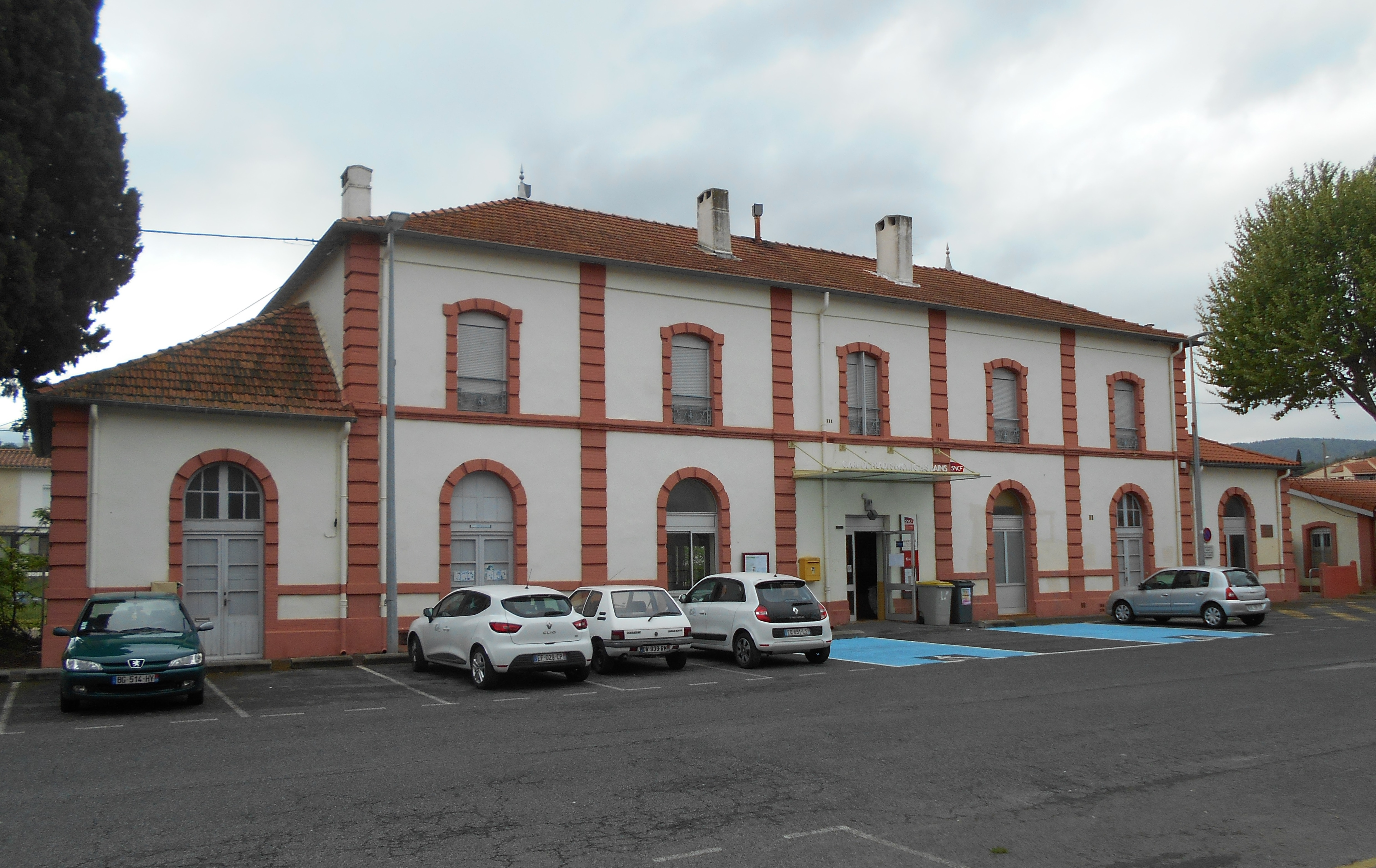
Façana de l'Estació de cara a la vila

Serveix la línia Perpinyà - Vilafranca de Conflent - La Tor de Querol. Situat davant de l'estació hi ha un ample replà anomenat bulevard de l'Estació, en part, i en part plaça del Dr. J. Salies, que funciona d'aparcament gratuït; s'hi aparquen els autocars públics del Departament. Al carrer paral·lel es troba l'estació d'autocars.
| Procedència/Destinació       | <            | Línia | >   | Procedència/Destinació |
| ---------------------------- | ------------ | ----- | --- | ---------------------- |
| : Transport express régional |              |       |     |                        |
| Perpinyà                     | Marqueixanes | L12   | Rià | Vilafranca de Conflent |